# メチルレッド
メチルレッド（methyl red）、2-(N,N-ジメチル-4-アミノフェニル)アゾベンゼンカルボン酸（2-(N,N-dimethyl-4-aminophenyl) azobenzenecarboxylic acid）、もしくはC.I.アシッドレッド2（C.I. Acid Red 2）は酸性溶液中で赤に変色する酸塩基指示薬である。アゾ染料の1つであり、暗赤色の結晶性粉末である。
pHが4.4より低いときは赤色を示し、pHが6.2より高いときは黄色を示し、pHが4.4–6.2のときはオレンジ色を示す。pKaは5.1である。
ムレキシドとメチルレッドは音響化学において有機塩素化合物の分解の促進が期待されている。
メチルレッドはIARCの発癌分類においてグループ3に属している。すなわち人に対するメチルレッドの発癌性は確認されていない。

## 調製
アゾ染料として、メチルレッドはアントラニル酸のジアゾ化、そしてジメチルアニリンとの反応によって調製される。

## メチルレッド試験

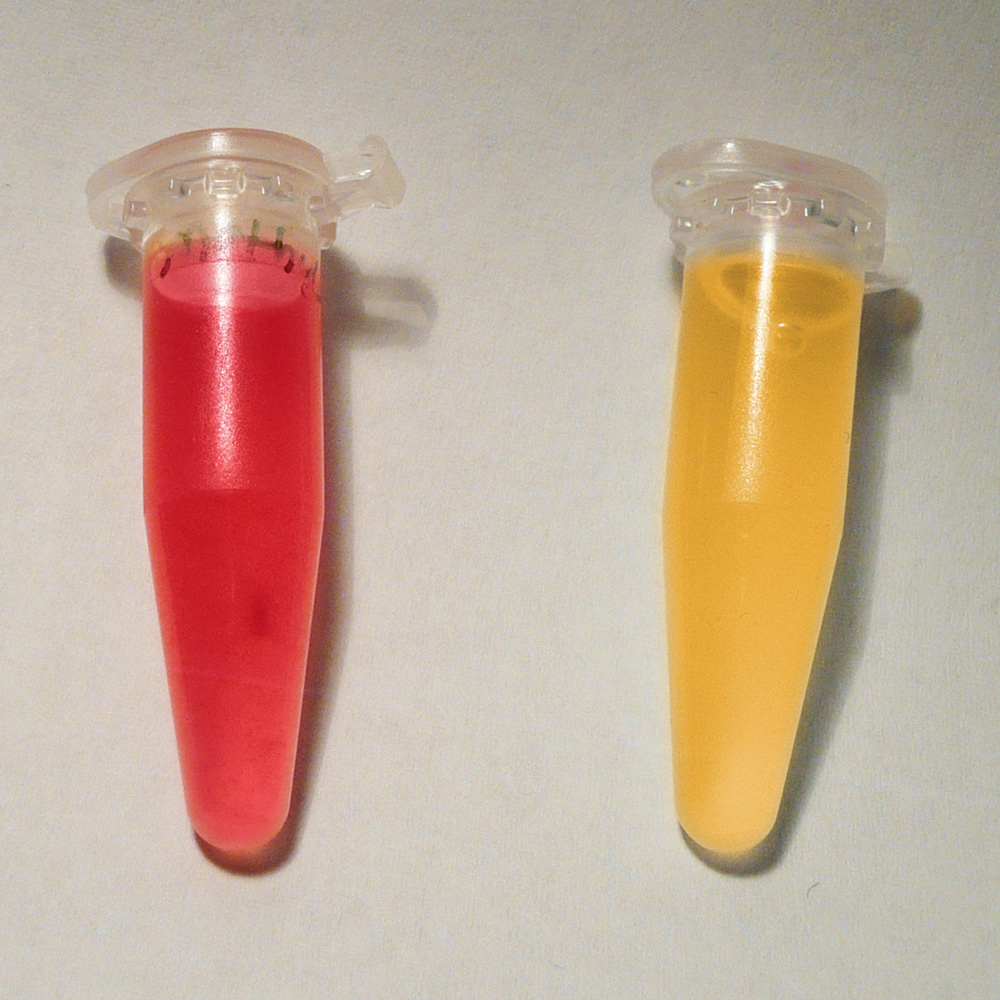
メチルレッド試験の結果:大腸菌（左）は陽性を示し、エンテロバクター・クロアカ（右）は陰性を示す。

微生物学では、メチルレッドはMR試験（メチルレッド試験）に使用される。この試験は、グルコースの混合酸発酵機構によって安定な酸を産生する細菌の同定に利用される。例として、フォーゲス・プロスカウアー試験が挙げられる。
メチルレッド試験はIMVicの4つの実験のうち「M」の部分、すなわちグルコースの代謝過程を調べることで腸内細菌を同定する過程で利用される。全ての腸内細菌は最初はグルコースからピルビン酸を生成するが、以降の過程は細菌によって異なり、ピルビン酸からさらに別の酸、例えば乳酸やギ酸を生成するものもある。これらの細菌はメチルレッド陽性菌と呼ばれ、大腸菌やプロテウス・ブルガリスが含まれる。他のものはブチレングリコール経路を使用してピルビン酸から中性の最終生成物を作る。これらの細菌はメチルレッド陰性菌と呼ばれ、セラチア菌やエンテロバクター・アエロゲネス（腸内細菌科）が含まれる。

### 手順
Glucose phosphate brothで満たしたチューブに滅菌したループを用いて植菌する。チューブを35°Cで2 - 5日間培養し、培地2.5mLを他のチューブに移す。メチルレッドを5滴たらし、メチルレッドを分散させるためチューブを穏やかに転がす。

### 予測される結果
腸内細菌の中で、ピルビン酸から他の酸を生成するものは培地のpHを4.2まで低下させる。このpHではメチルレッドは赤色を呈し、陽性と判定される。一方、ピルビン酸から中性最終産物を生成するものの場合、培地のpHは6.0までしか低下しない。このpHではメチルレッドは黄色を呈し、陰性と判定される。